# 近江鉄道500系電車
近江鉄道500系電車（おうみてつどう500けいでんしゃ）は、かつて近江鉄道に在籍していた通勤形電車である。

## 概要

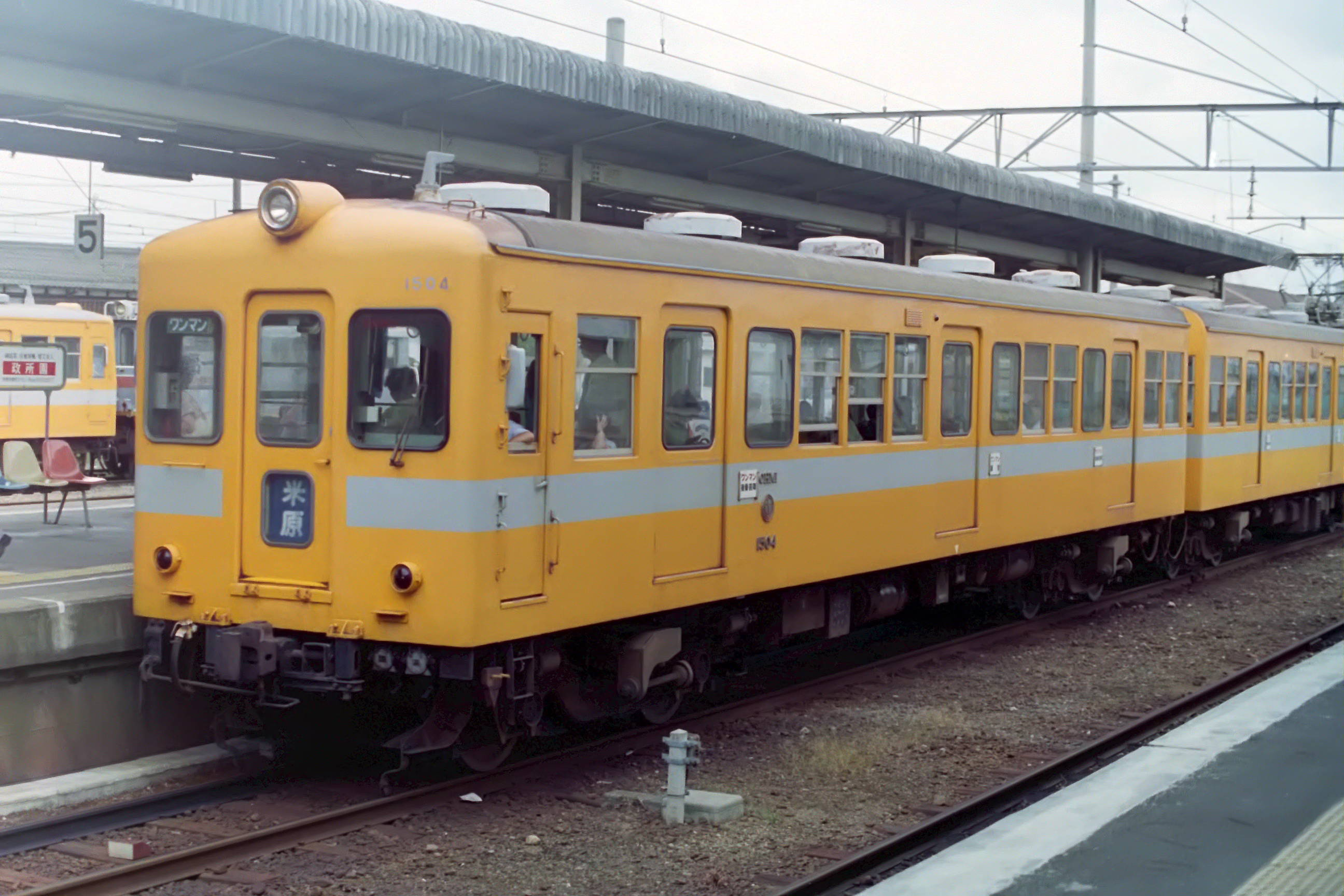
塗装変更後の1504号（1992年 彦根駅）

将来の通勤需要の増加を見込み、1969年から1983年にかけて自社工場で6編成12両が製造された。
台車や主電動機をはじめとした機器類は廃車発生品を転用したため名義上は改造車両とされているが、車体は自社工場で新造されており、事実上はほぼ新造車である。
3扉ロングシートの車体で、前面には貫通路を有する。
1983年製造の506編成は装備の軽量化が図られ、台枠が軽量化されたほか、各扉が無塗装のステンレスとなった。また、前面腰部にステンレス無塗装の飾り帯が配され、山吹色一色の塗装で竣工した。その後、501編成も後に同様のスタイルに改造されている(台枠の軽量化が行われたかは不明)。
従来の塗装はクリーム+朱色のツートンカラー(いわゆる赤電色)であったが、後に黄色（山吹色に近い）に銀色の帯の塗装に変更された。
登場時の台車はイコライザー式のDT-10やTR-11Aが用いられていたが、後にFS40に置き換えられた。また、ブレーキ装置も改修され、HRD電気指令式ブレーキとなった。

## 廃車と保存

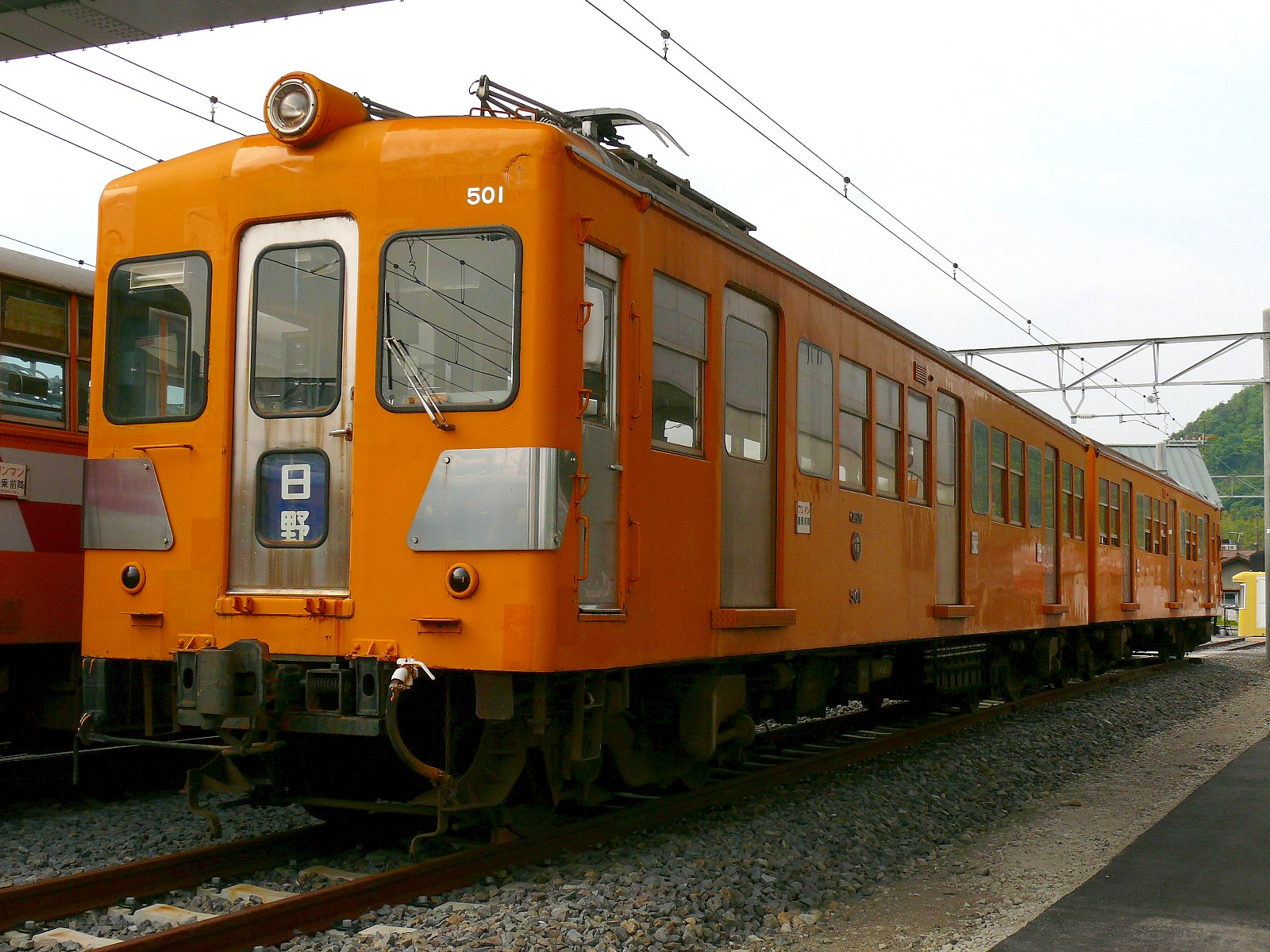
ステンレスの前面帯がついている501号車（2007年）

最盛期には6編成12両が在籍していたが非冷房車であることが災いし、冷房車が増備されるに従って夏季は予備車として運用に就かない事も多くなった。
その後、800系の増備が本格化したのを受け、502F〜504Fが2000年（平成12年）から2003年（平成15年）にかけて廃車となった。廃車後は全編成が彦根車庫に留置されていたが、2004年（平成16年）に解体されている。
505Fは2005年（平成17年）の廃車後、長年高宮駅の側線に留置されていたが、レール輸送の工臨運用に使用するための貨車チ10形（11号 + 12号）に改造され、220形に牽引されて使用されている。

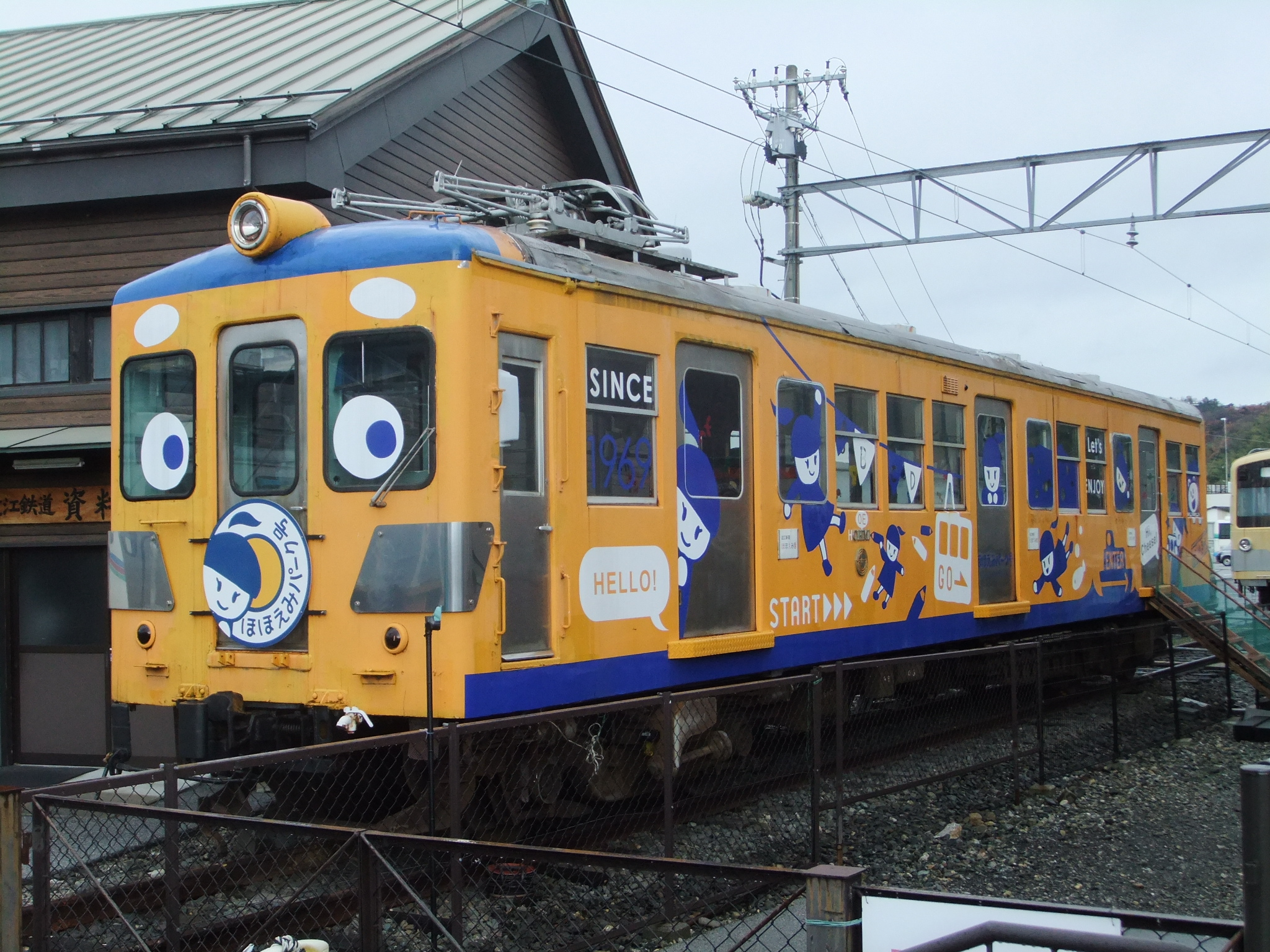
「ほほえみ園」の遊具となった501号車（2014年）

501Fと506Fは運用離脱後も近江鉄道ミュージアムで展示されていたが、2012年（平成24年）に501Fのモハ501を除いて解体された。残ったモハ501は2013年（平成25年）より、彦根駅東口にある近江鉄道が経営する保育園「ほほえみ園」の遊び場として、内外装ともに改装され使用されていたが、2019年（平成31年）1月15日の夜から翌16日の未明にかけて、220形の一部車両とともに奈良県内の解体場へと陸送された。
このため500系としての現存車はなく、前述の貨車に改造された2両のみが現存している。

## 車両一覧
| 車号             | モハ500 車歴                        | クハ1500 車歴                           | 竣工                    | 台車/ブレーキ装置交換改造 | 廃車                           | 備考           |
| ---------------- | ----------------------------------- | --------------------------------------- | ----------------------- | ------------------------- | ------------------------------ | -------------- |
| モハ501-クハ1501 | モハ102(初代)→モハ134               | クハ1202→クハ1202→クハ1217              | 1969年4月 1969年6月16日 | 1984年5月21日             | 不明(2006年以降2011年までの間) | 扉ステンレス化 |
| モハ502-クハ1502 | 宇治川電気デハ8→デハ8→デハニ8→モハ8 | フホハユニ31→ハ1206→クハ1206            | 1970年11月24日          | 1986年7月28日             | 2000年3月31日                  |                |
| モハ503-クハ1503 | 宇治川電気デハ7→デハ7→デハニ7→モハ7 | フホハユニ30→ハ1205→クハ1205            | 1970年 1973年1月30日    | 1985年11月20日            | 2002年10月31日                 |                |
| モハ504-クハ1504 | 西武モハ201→モハ133→モハ135         | 西武クハ1201→クハ1201→クハ1216→クハ1210 | 1978年7月28日           | 1986年12月10日            | 2003年11月30日                 |                |
| モハ505-クハ1505 | モハ136                             | フホハユニ32→ハ1207→クハ1207            | 1981年7月24日           | 1987年11月 1987年4月30日  | 2005年3月31日                  |                |
| モハ506-クハ1506 | モハ137                             | モハ205                                 | 1983年5月10日           | 1987年11月19日            | 不明（2011年8月以降）          | 扉ステンレス化 |